# Songtao
Songtao, tidigare stavat Sungtao, är ett autonomt härad för miaofolket  som lyder under Tongrens stad på prefekturnivå i Guizhou-provinsen i sydvästra Kina. Det ligger omkring 290 kilometer nordost om provinshuvudstaden Guiyang. 